# سرزمین مقدس

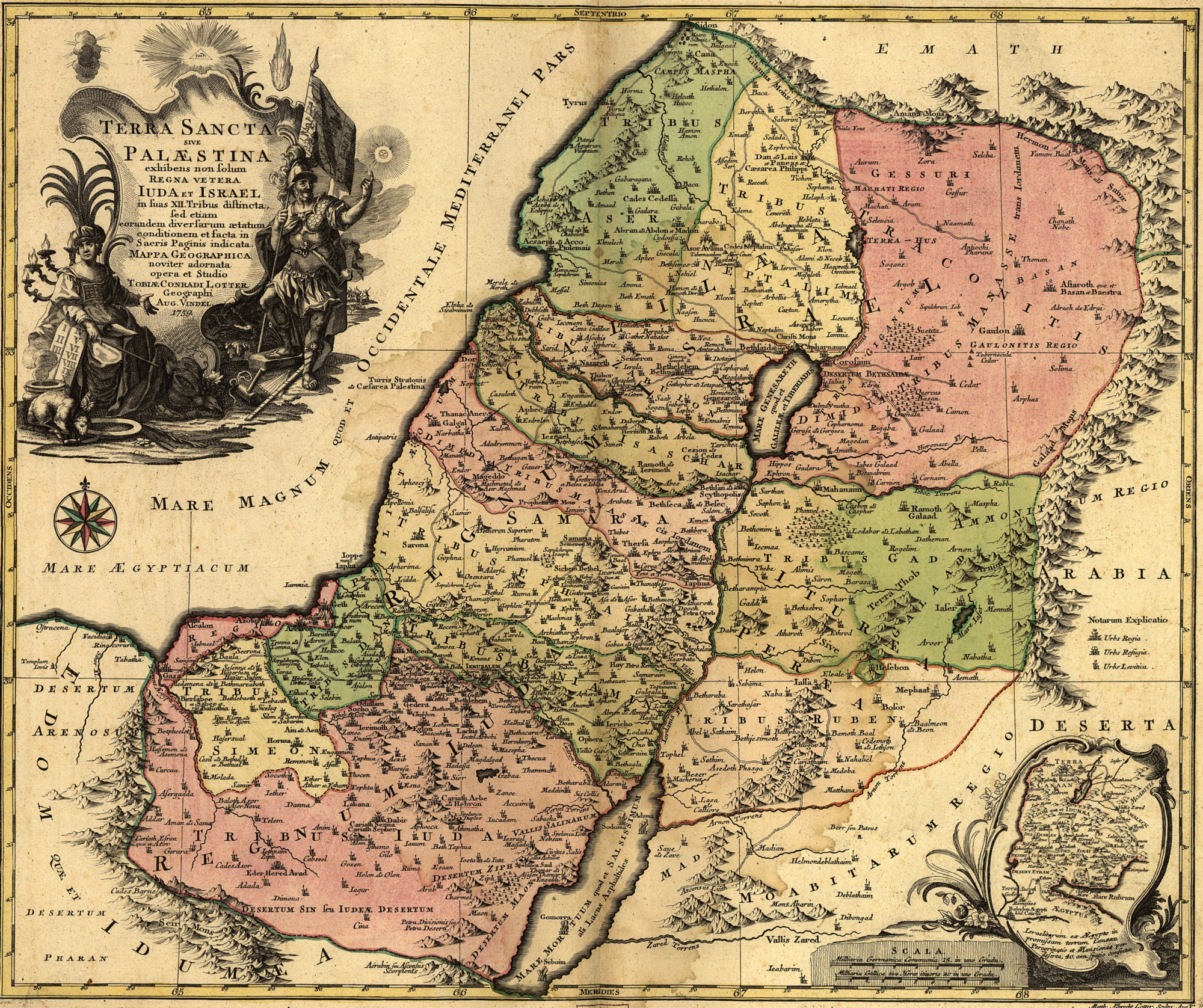
نقشه ۱۷۵۹ که نمایش‌دهندهٔ سرزمین مقدس یا فلسطین که توسط آوگسبورگ، آلمانی تهیه شده است

سرزمینِ مقدّس (به عبری: ארץ הקודש با تلفظ: اِرِتص هاقُدِش) (به عربی: الارض المقدسة) سرزمینی در خاور نزدیک است که برای پیروان ادیان ابراهیمی ارزش مذهبی بالایی دارد. در یهودیت به پادشاهی اسرائیل اشاره دارد که در تنخ ذکر شده است و در مسیحیت و اسلام به سرزمین میان رود اردن و مدیترانه گفته می‌شود و در قرآن در آیه ۲۱ سوره مائده آن را ارض مقدس نامیده است.
بخشی از اهمیت این سرزمین به خاطر بناهای مهم مذهبی اورشلیم و مقدس‌ترین شهر یهودیت که اورشلیم است و همچنین ابلاغ مسیح و معراج محمد طبق روایات در این سرزمین رخ داده است.
در طول تاریخ جنگ‌های صلیبی برای تصاحب این سرزمین رخ داد که مسیحیان قصد بازپس‌گیری این سرزمین از ترکان سلجوقی داشتند که سلجوقی‌ها از عرب‌ها و آنها نیز از امپراتوری روم شرقی گرفته بودند.
بخش‌های زیادی در این سرزمین مورد زیارت یهودیان، مسیحیان و مسلمانان است.

## یهودیت
«چهار شهر مقدس» در اسرائیل، اورشلیم، الخلیل، صفاد و طبریه به عنوان مقدس‌ترین شهرهای یهودیت شناخته می‌شوند.

## مسیحیت

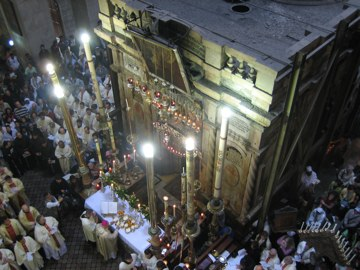
کلیسای مقبره مقدس یکی از مهم‌ترین زیارتگاه‌های مسیحیان

برای مسیحیان اسرائیل مقدس است چون تولد و تصلیب و بازگشت مسیح در این سرزمین روی داده است.

## اسلام

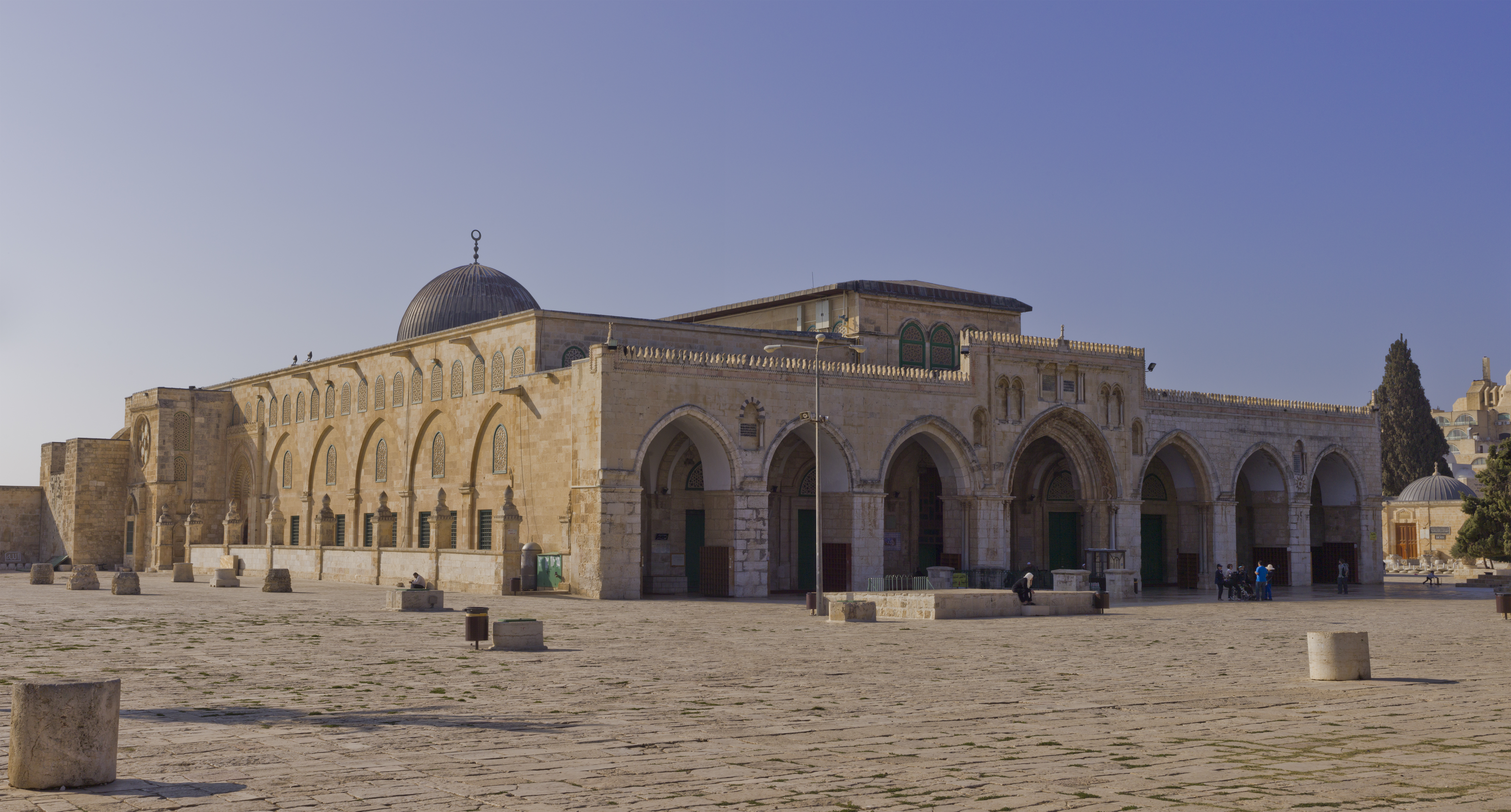
مسجدالاقصی در شهر باستانی اورشلیم

در قرآن الارض المقدسة هفت بار نام برده شده است و یکی از آنها زمانی هست که ذکر می‌کند که موسی بر قوم بنی اسرائیل مبعوث می‌گردد. از طرفی اهمیت بیت‌المقدس و مسجد الاقصی بدین خاطر است که در صدر اسلام قبله اول مسلمانان بود ولی بنا به دلایلی بعد از گذشت چند سال قبله مسلمانان از مسجد الاقصی به کعبه تغییر داده شد.